# 司马恂 (三国)
司馬恂（？—？），字显達，河内温縣（今河南省温縣）人，西晉宗室。

## 生平
司馬恂在曹魏歷任鸿胪丞、大長秋，與长兄司马朗，字伯达、次兄宣帝司马懿，字仲达、三兄司马孚，字叔达、四兄司马馗，字季达、大弟司馬進，字惠达、二弟司馬通，字雅达、么弟司馬敏，字幼达。都在当时知名，加上兄弟之間的表字都有個達字，故号称“八达”。西晉建立之前去世，其子司马遂为济南王。

## 后代
- 济南惠王司马遂（司马恂子）
  - 济南王-中山王司马耽（司马遂子）
  - 中山王司马缉（司马耽弟）
- 司马勋（司马遂曾孙）

## 藝術形象

### 漫畫
《火鳳燎原》（陳某）中，前額綁著＂天下第伍＂的布條登場。